# Kuunkuiskaajat
Kuunkuiskaajat är en finländsk folkmusikgrupp som representerade Finland vid Eurovision Song Contest 2010. Tävlingsbidraget hette ”Työlki ellää” och är en folkvisa influerad av romsk musik. Gruppen är en duo av sångerskorna Johanna Virtanen (sång, harmonium) och Susan Aho (sång, dragspel), som också sjunger i gruppen Värttinä. De vann Finlands uttagning till Eurovision Song Contest den 30 januari 2010 i Tammerfors. 
De kom på 11 plats i första semifinalen, och missade finalen med endast 3 poäng.

## Diskografi
Studioalbum
- 2010 – Kuunkuiskaajat
- 2016 – Revitty Rakkaus

Singlar
- 2010 – "Työlki ellää"
- 2014 – "Lumienkeli"[3]
- 2016 – "Unelmaa"[4]